# فيرا كروز، باهيا
فيرا كروز (باهيا) بلدية في ولاية باهيا في المنطقة الشمالية الشرقية من البرازيل.